# 穂井田元清
穂井田 元清／穂田 元清（ほいだ もときよ）／毛利 元清（もうり もときよ）は、戦国時代から安土桃山時代にかけての武将。安芸国の戦国大名である毛利元就の四男。当時の書状等の史料では名字の「穂井田」は「穂田」と表記されている。

## 生涯

### 幼年期から元服
天文20年（1551年）、安芸国の戦国大名である毛利元就の四男として誕生する。母は元就の継室である乃美大方。
元就の正室・妙玖の子である毛利隆元、吉川元春、小早川隆景の3人の異母兄達が元就から大切にされたのに対して、元清を始めとする継室（側室）の子達は、弘治3年（1557年）11月25日に元就が記した三子教訓状において「虫けらなるような子どもたち」と表現されているが、三子教訓状が書かれた時点で生まれていた元就の庶子は、当時7歳の四男・元清、6歳の五男・元秋、3歳の六男・元倶の3人でいずれも幼少であり、三子教訓状では「もしこの中で賢く成人する者があったならば、隆元・元春・隆景は哀れんで、いずれの遠境などにでも置いてほしい」とも依頼しているため、必ずしも粗略に扱われたわけではない。一方で「たいていは、まぬけで無力なものだろうから、その時はどのようにされてもかまわない」とも述べており、そこには正室の子と継室（側室）の子を明確に分ける元就の配慮が読み取れる。また、元就は毛利氏当主となった毛利輝元に対しても元清について「心安く小殿原並みに召し使うことが肝要である」と述べており、同様の意図が読み取れる。
永禄9年（1566年）8月6日、甥に当たる毛利氏当主・毛利輝元の加冠を受けて元服し、「元」の偏諱を与えられて「毛利少輔四郎元清」と名乗った。
永禄11年（1568年）、毛利氏の伊予出兵後に村上水軍との関係を強化する必要もあり、来島村上氏の村上通康の娘・松渓妙寿を正室として迎えた。
同年4月まで大内氏旧臣で新当流の達人であった石川種吉から兵法（剣術）を習い、相伝を受けている。
永禄12年（1569年）2月に石見国の益田藤兼・元祥父子が初めて安芸国吉田に赴いた際に毛利氏の人物に贈った礼物のリストが『益田家文書』に残っているが、元清に対しては益田藤兼からは腰物と太刀、益田元祥からは太刀と馬が礼物として贈られている。また、一献の日の七献目における礼物として元清には白柄の長刀が贈られている。
永禄9年（1566年）から永禄13年（1570年）にかけてのいずれかの時期に椋梨弘平の愁訴に元清も関わっている。

### 穂田の名字を名乗る
永禄11年（1568年）に毛利氏が九州北部に侵攻した際に備中国が手薄になると、これに乗じて宇喜多直家が毛利氏に背き、備中松山城、備中猿掛城を攻め落とした。元清は父に命じられて三村元親と共に猿掛城を奪還し、松山城からは庄高資を追い出した。
永禄12年（1569年）、毛利氏が九州北部の覇権を巡って大友氏と対立したため、立花山城の戦い、門司城の戦い、多々良浜の戦いに出陣。同年12月には備中に兵を移し、熊谷信直や三村元親と共に宇喜多氏に臣従した植木秀長の佐井田城攻略を目指して兵を進め、後月郡・小田郡・浅口郡を順調に平定して佐井田城に向かったが、援軍に駆けつけた宇喜多直家配下の戸川秀安に敗れ撤退した。
永禄13年（1570年）4月17日、出雲国の牛尾要害における合戦において、元清家臣の井上与一と三戸又七郎や元清の小者の与四郎がそれぞれ首級を1つずつ討ち取る武功を挙げている。
父・元就の存命中に元清が安芸桜尾城の城番に任じられており、元々桜尾城は桂元澄に与えられていたことから、元清が城番となった時期は桂元澄が死去した永禄12年（1569年）7月5日以降、父・元就が死去した元亀2年（1571年）6月14日以前と考えられる。
元亀2年（1571年）2月には再び庄高資に奪われた松山城奪還のために三村元親と共同で攻め込み、庄高資を討ち取って松山城を奪い返した。
天正2年（1574年）、毛利氏がそれまで敵対していた宇喜多直家と事実上の同盟を結んだため、宇喜多直家に父・三村家親を暗殺された遺恨を持つ元親は毛利氏から離反した。これに対し、兄の元春と隆景に従って三村元親討伐のため出陣。
天正3年（1575年）1月1日の備中国吉城（手要害）攻めでは輝元の軍に属し、元清家臣の粟屋又右衛門尉が首級1つを得る武功を挙げている。
同年6月には三村元親を切腹させ、11月には三村氏残党の拠る杠城を攻め落とし、三村氏を完全に降伏させた（備中兵乱）。
三村氏攻めにおける功と元清自らの愁訴により、同年12月18日に輝元は福原貞俊と口羽通良を使者として元清を猿掛城を預かる城番に任じ、合わせて猿掛城の所在する備中国小田郡を中心に5018貫の知行地を元清に与えている。元清は備中猿掛城に移り、毛利氏の東部方面への侵攻を抑える重鎮となった。この時、元清は安芸桜尾城の支配権を保持したまま猿掛城の権限を手に入れているが、一人が二城を有したことは毛利氏においては異例の出来事であり、元清が新たに猿掛城を手に入れたことに関して八弟の末次元康は不満を顕わにしている。このことから、元清が吉川元春や小早川隆景を除く他の兄弟と比べると優遇されていたことは否めない。
なお、生母の乃美大方は元清に同行して猿掛城に赴く一方、正室の「御北尾」（松渓妙寿）と同母弟の才菊丸（後の小早川秀包）は桜尾城に留め置かれている。
また、この時に猿掛城のあった穂田郷の在名から、穂田（穂井田）の名字を名乗っている。後年に作成された「末家両川巨室系図」などの家譜等では、元清が三村家親の子である穂井田元祐（庄元資）の養子となり穂井田姓を名乗ったとしているが、年不詳（天正7年以降）8月14日付の村山武慶宛て毛利元清書状において、毛利輝元に遠慮して在名である「穂田」を名乗ったと元清自らが述べ、庄氏との関係を否定している。

### 織田氏との戦い
天正4年（1576年）、麦飯山の戦いにおいて宇喜多基家の軍勢と戦い、天正5年（1577年）に織田信長による中国攻めが始まると、児島の戦いにおいて信長に通じた宇喜多直家の軍勢と戦ってこれを撃退。また、羽柴秀吉の軍勢に取り囲まれた桂広繁の軍勢を元清自らが3,000の兵を率いて救出した。
天正5年（1577年）5月22日、前年に厳島神社に立願した2ヶ条について、厳島神社の神官・棚守房顕の使者が備中国笠岡に在陣する元清のもとを訪れ、元清がその返書を記す。
同年7月、織田氏との抗争における必要性により、毛利氏は三好方から毛利方に転向した讃岐元吉城主・三好長安への援軍として児玉就英、冷泉元満、村上元吉、乃美宗勝、井上春忠らを派遣し、元吉城の普請等にあたらせたが、閏7月20日早朝から長尾氏、羽床氏、安富氏、香西氏、田村氏、三好安芸守ら三好方の讃岐惣国衆が元吉城を攻撃したため、乃美宗勝、児玉就英、井上春忠、村上元吉らの水軍が元吉城の向かいにある摺臼山に急行し、元吉城下における合戦で三好軍に勝利した（元吉合戦）。元吉城の包囲は解けたが、長尾氏と羽床氏は元吉城から1里の距離にある城をそれぞれ有しており、なおも元吉城を窺っていたため、輝元は元清に福原元俊や湯浅将宗を副えた援軍を讃岐国に派遣した。
天正6年（1578年）2月に播磨国の別所長治が毛利氏に服属すると、播磨国へ出陣する好機とみた輝元は3月12日に吉川元春と小早川隆景にそれぞれ大軍を率いさせて毛利軍の先鋒として出征させた。この時元清は同母弟の天野元政と共に隆景の軍に属し、その他に宍戸隆家をはじめとして三吉氏、多賀氏、平賀氏など山陽地方の諸将が隆景の軍に加わった。なお、吉川元春の軍には元春の子の吉川元長、仁保元棟（後の繁沢元氏）、吉川経言（後の吉川広家）や元清の異母弟の毛利元秋や末次元康に加え、益田氏、山内氏、羽根氏、三刀屋氏などの山陰地方の諸将が元春の軍に加わっている。
同年4月から始まる上月城の戦いにも参加し、6月21日の戦いで元清は自ら敵陣の麓近くまで迫って左足に矢傷を負いながらも奮戦し、同母弟の天野元政も自ら羽柴秀吉と槍を合わせんと秀吉の旗を目掛けて攻め登り奮戦する武功を挙げた。
天正7年（1579年）の10月8日と推定される元清の書状によると、織田氏との戦いに出陣するにあたって討死も覚悟した元清は、生母の乃美大方、同母弟の元政と才菊丸（後の小早川秀包）、異母妹で上原元将正室の芳林春香、元就の側室である中の丸について後事を毛利輝元に頼んでいる。
天正9年（1581年）8月中旬、小早川隆景は元清、福原貞俊・元俊父子、口羽春良らを率いて備中国賀陽郡竹荘に軍を進め、宇喜多直家配下の備前国津高郡の国人である伊賀家久を調略した。8月19日付けで隆景、元清、福原貞俊・元俊父子、口羽春良が連署して伊賀家久と起請文を交わし、伊賀氏の所領を安堵している。

### 豊臣政権下
天正10年（1582年）、備中鴨城において、羽柴秀吉の軍勢と戦った。また同年、備中高松城の戦いの際に毛利氏は秀吉と講和を結ぶ。以後は秀吉に臣従した毛利氏の下で各地を転戦した。
天正11年（1583年）7月、毛利氏と秀吉の和睦条件の一つとして毛利氏から人質を出すこととなり、吉川元春の三男である吉川経言（後の吉川広家）と、元清の同母弟で小早川隆景の養子となっていた小早川元総（後の小早川秀包）が人質として選ばれた。この時、元清は隆景の要請により、小早川元総（秀包）を人質とすることの了解を得るために桜尾城にいる母・乃美大方を訪ねている。また、上洛する小早川元総に桂広繁が同行するため、同年8月28日に輝元は桂元依に元清の配下に属して猿掛城と桜尾城の間で働くよう命じている。
同年、備中国の茶臼山城（矢掛中山城）に移った後に桜尾城に戻っており、生母の乃美大方も同行している。
天正12年（1584年）10月15日、嫡男の宮鶴丸が備中中山城において死去したため、次男の宮松丸（後の毛利秀元）が嫡男となった。
天正13年（1585年）の四国攻めに出陣。また同年、嫡男の宮松丸（後の秀元）が毛利輝元の養子となったため、文禄2年（1593年）11月までに元清も名字を「毛利」へ復している。
天正15年（1587年）、九州平定に出陣する。

### 上洛
天正16年（1588年）閏5月15日、益田氏が足利義政から拝領し、千利休にも豊臣秀吉所有の「面影」の壷より見事と評された益田元祥の秘蔵の真壷（益田壷）を鑑賞したいという毛利輝元からその仲介を依頼される。
同年7月7日辰の刻、毛利輝元が上洛するために吉田を出発。7月8日酉の刻に輝元一行が似島に到着すると、元清は次男の秀元を連れて参着し、輝元に酒樽と肴等を献上した。
7月11日には隆景が備後国三原から参着し、同日の夕餉に因島村上氏の村上亮康が輝元の宿泊所である鞆の福善寺観音堂を訪れて酒一献と太刀や馬を献上した際には隆景、広家、元清が相伴している。
7月12日巳の刻に鞆を出立して未の刻に讃岐国の塩飽島に到着し、申の刻に輝元は、元清、内藤正右衛門尉、宍戸五郎左衛門尉、松山元忠（後の三浦元忠）、堅田元慶らを従えて隆景が船を繋いだ中ノ浦に舟遊びに赴き饗応を受けた。
7月19日巳の刻に大坂へ到着すると黒田孝高、森吉成（後の毛利吉成）、森重政（後の毛利重政）、森友重（後の毛利高政）の出迎えを受け、未の刻に黒田孝高から招待を受けた輝元は、隆景、広家、元清、福原元俊、口羽春良、渡辺長を従えて、黒田孝高の屋敷で饗応を受け、そのまま宿泊した。
7月20日巳の刻、森吉成の招待により輝元は隆景、広家、元清、福原元俊、口羽春良、渡辺長を従えて訪問し、森吉成とその嫡男である森吉政（毛利勝永）自ら大鼓を打つ能楽の催しによるもてなしを受けた。
7月21日巳の刻、今度は森重政の招待により輝元は隆景、広家、元清、福原元俊、口羽春良、渡辺長を従えて訪問し、能楽の催しによるもてなしを受けた。
7月24日巳の刻、輝元は宿所の妙顕寺を出発し、浅野長政の屋敷において輝元、隆景、広家、元清、福原元俊、口羽春良らは正装の烏帽子と直垂に着替え、正午には秀吉に拝謁するために聚楽第を訪ねた。聚楽第の客殿では秀吉が上壇の間に南面して座し、客座に輝元、蜂屋頼隆、隆景、広家の順で座し、その末席に元清、福原元俊、口羽春良が横列で陪座した。一方の主座には聖護院道澄、前田利家、安国寺恵瓊、細川忠興、池田輝政、島津義久、立花統虎（立花宗茂）、龍造寺政家、金森長近、施薬院秀隆の順で列席した。秀吉との拝謁の後は酒宴が開かれて観世太夫による謡がなされ、輝元の供をしていた渡辺長、赤川元房、内藤権右衛門尉、井原元尚、熊谷就真、国司元保、粟屋元勝、熊谷元実、児玉元兼、楢崎元兼、松山元忠（三浦元忠）、堅田元慶、粟屋元種、児玉仁右衛門尉、林就長の15名が召し出されて秀吉への対面が許された。毛利氏家臣たちとの対面を終えた秀吉は退出したが、一部参加者の変更がありつつも酒宴と謡は続けられ、秀吉に代わって秀吉の猶子である羽柴秀俊（後の小早川秀秋）が上壇の間に座し、主座の上座側に公家の日野輝資と花山院家雅、客座の上座側に徳川家康、豊臣秀長、豊臣秀次、上杉景勝が加わり、島津義久が退出した。元清も福原元俊や口羽春良と共に引き継ぎ末席に列席した。
7月25日に輝元が参内して後陽成天皇に拝謁し、豊臣姓と従四位下・参議の官位を与えられた際には、御履直しの渡辺長と御剣役の赤川元房が輝元に従い、元清は参内していない。
7月25日から7月27日にかけて輝元は隆景、広家、元清、福原元俊、口羽春良、渡辺長らを御供として、諸大名や公家等への挨拶回りを連日行っており、7月25日の豊臣秀長、豊臣秀次、徳川家康、宇喜多秀家、前野長泰、富田一白、勧修寺晴豊への訪問には隆景と広家が従ったが、7月26日に浅野長政、増田長盛、前田玄以、石田三成、木村重茲、豊臣秀次、7月27日には森友重（毛利高政）、河井摂津守、長束正家、豊田玄蕃允を訪ねた際には隆景、広家、元清、福原元俊、口羽春良、渡辺長が従っている。
7月28日に輝元の参議任官式が宮中で行われた際に、隆景と広家が冠と黒装束を、元清、福原元俊、口羽春良、渡辺長、松山元忠（三浦元忠）、堅田元慶、林就長が冠と赤装束を、粟屋元種と国司元蔵が折烏帽子と風折狩衣を、その他の供衆は烏帽子と直垂をそれぞれ着用し、輝元の供として従っており、この時の参内で元清を含む赤装束を身につけた7名が諸大夫任官の内示を受け、風折狩衣を着た2名が布衣任官の内示を受けている。
7月29日申の刻、勧修寺晴豊の取次によって元清、福原元俊、口羽春良、渡辺長、松山元忠（三浦元忠）、堅田元慶、林就長、国司元蔵、粟屋元種が参内し、元清は豊臣姓と従五位下・越前守の官位を下賜された。同日にも輝元は諸大名らへの挨拶回りをしており、織田信雄、豊臣秀勝、蜂屋頼隆、細川幽斎、前田利長、上杉景勝、細川忠興、池田輝政、織田信包、毛利秀頼、木食応其、施薬院秀隆、千利休を訪ねているが、この時は隆景と広家が輝元に従っている。
8月20日、元清は厳島神社の棚守元行に宛てて輝元の帰国について書状を送っており、「8月13日には京を出立する予定だったが延期されており、今月中には帰国するつもりである」と伝えているが、多くの行事によって予定が度々変更され、結局8月中には帰国できなかった。8月29日と9月1日の2日間は輝元が上洛の最後に予定していた近江国の遊覧に隆景と共に赴くが、この時広家や元清らは同行していない。
9月3日に輝元一行は京を出立して宇治を訪れているが、この時は元清は病の療養のため同行していない。その後、輝元一行は9月4日から9月7日に豊臣秀長の大和郡山城や奈良を訪問し、9月8日からは大坂で秀吉との拝謁や、宇喜多秀家や足利義昭との宴などが行われ、9月12日には帰国の途についたが、隆景は高野山に参詣するために別行動をとり、広家は明石で輝元と別れて陸路帰国の途につき、9月19日に輝元は吉田郡山城に帰着した。なお、元清は9月3日に療養のために京に残って以降は輝元一行の記録に登場しないため、別途帰国したものと思われる。

### 広島城築城
天正17年（1589年）の広島城の築城と城下町の建設に際して、二宮就辰と共に普請奉行任じられ、同年4月15日に鍬始を行って縄張を開始した。7月17日に輝元は前年の聚楽第内の毛利家屋敷の建設を手伝った経験のある湯浅将宗を堀奉行に任じ、普請奉行の元清と万事相談するように命じている。その後、輝元自らもしばしば吉田から広島を訪れて工事の監督を行って工事は着々と進み、翌天正18年（1590年）1月には二宮就辰による城下町の町割りが完了して、城の惣構えの土手普請に着手する。
なお、元清が広島城の普請を行っている最中の同年5月7日に正室の松渓妙寿が桜尾城にて死去した。
同年2月に秀吉の北条氏攻めの間の京都警護の為に上洛した輝元は、9月には秀吉が京都に凱旋したため帰国することとなったが、輝元は帰国と同時に広島城に入るために在国の吉川広家に昼夜兼行で工事を急ぐことを依頼し、広家は10月16日に伊志春盛を広島に派遣して広島城の竣工に尽力するよう命じた。12月には概ね広島城が竣成し、12月12日に元清は山内広通の家臣である谷玄蕃允の工事における尽力を賞賛し、その尽力について輝元に言上することを約束している。
天正19年（1591年）1月に輝元は広島城に入城しているが、本丸と堀は完成していたものの石垣等は完成しておらず、輝元入城以後も工事は続けられ、石垣の完成は更に2年後の文禄2年（1593年）となった。また、輝元の広島城入城後の広島では毛利氏一族や諸将の邸宅が立ち並び、次第に城下町として発展していく。
元清と二宮就辰は広島城の普請奉行を務めた功績により、元清には同年12月14日に安芸国佐西郡の3,065石余、周防国の6,085石余、出雲国の2,270石余、備後国三次郡の703石余、備中国内の諸島の65石余で合計12,013石余の知行地が与えられ、二宮就辰には天正20年（1592年）2月29日に2,172石の地が与えられた。
また、この頃に実施された検地の結果として有力家臣や寺社に対して発給された打渡状には年寄4人と奉行人4人で構成された8人の重臣が署判を記しており、年寄には元清、福原広俊、渡辺長、安国寺恵瓊が、奉行人には内藤元栄、林就長、佐世元嘉、二宮就辰が名を連ねているが、このうち元清は唯一の毛利氏一門出身者であった。
具体例として、天正19年（1591年）9月25日付けで益田元祥に宛てて石見国の那賀郡と美濃郡における合計12370石8斗の所領を記した連署打渡状、同日に山内広通の備後国の恵蘇郡と三上郡における合計6746石9斗7升2合の所領を記した連署状、同年11月9日に三浦元忠の安芸国、長門国、周防国における16689石4斗1升9合の所領を記した連署知行注文、天正20年（1592年）2月15日に備中国草壁庄横谷の船木山洞松寺に宛てた打渡状等がある。
また、年不詳12月8日付けで元清、林就長、安国寺恵瓊は、平賀元相に田万里市を返付することを内藤元栄と佐世元嘉に伝えている。
これらの打渡状等では元清か安国寺恵瓊のどちらかが必ず筆頭の署判を行っており、小早川氏と吉川氏が独自の地位を築いていく中で、元清が恵瓊と共に毛利氏の年寄筆頭として当主である毛利輝元を補佐していたと考えられている。

### 朝鮮出兵
文禄元年（1592年）から始まる文禄の役では元清も毛利輝元に従って朝鮮半島に渡海し、同年4月22日に釜山に上陸。毛利軍は4月28日に釜山を出立して洛東江に迂回し熊川口からさらに遡行して霊山に陣を置いた後に玄風に在陣した。玄風在陣中には、来たるべき秀吉の進軍に備えた在所普請の一環として霊山城の改修が毛利軍によって行われている。
5月15日に毛利軍は玄風を出立したが、翌5月16日に星山への渡河地点で輝元の体調不良と悪天候のため数日滞陣し、5月18日に星州に入った。毛利軍と同行していた隆景と黒田孝高の軍勢は滞陣を余儀なくされた毛利軍と別れて先んじて北上を続け、5月20日に漢城へ到着している。毛利軍は5月27日に星州を出立して若木に移動。6月1日には毛利軍の陣中で酒宴があり、吉見元頼ら諸将は輝元、元清、毛利元康の陣所に拝礼に赴いている。6月4日に若木を出立して、6月5日に金山へ入城し、6月10日には善山で輝元は隆景と会談し、明との国境への進軍よりも朝鮮八道の経略を優先するという漢城での諸将の談合による決定を聞かされ、以降は毛利軍が担当する慶尚道の攻略に従事する。
文禄2年（1593年）2月24日、輝元が体調不良のため、安国寺恵瓊と共に開寧を退き、善山を経由して2月28日に釜山に到着。輝元の病状を案じた秀吉は、毛利秀元の朝鮮派遣と輝元の帰国を決定し、秀元は3月上旬に広島を出立。秀元の具体的な渡海日は不明だが、6月には秀元の朝鮮在陣が確認される。また、秀吉は3月19日付けで輝元と隆景に軍令を発して、体調が回復していない輝元は馬廻のみを従えて浅野長政や増田長盛と共に釜山に留まることを命じ、隆景は他の九州の大名と共に尚州へ移動させる命令を解いて、渡海してくる秀元と共に毛利勢を束ねて必要に応じて各地を転戦することを命じた。なお、秀元が到着するまでの毛利軍は毛利元康が預かる事となった。
秀吉は7月27日付けの朱印状で重ねて輝元の帰国を促し、輝元は9月か10月までは釜山に在陣するつもりであったが、8月3日に秀吉の子である豊臣秀頼が誕生するために秀吉が急遽大坂に戻ったとの報に接した輝元は帰国を決定し、秀元や吉川広家に後を託して8月初めに帰国した。しかし、広家も8月初めに病に罹り、大坂へ戻る途上の筑前国深江でそれを知った秀吉は8月16日付で広家の帰国を指示した。広家の体調は8月末までに回復したため暫くは東莱城に留まって城の普請を続けたが、秀吉は閏9月9日に重ねて広家の帰国を命じた。一方、同じ頃に隆景も体調を崩しており、それを心配した秀吉は隆景にも帰国を命じているが、隆景は釜山の北に位置する亀浦城の普請の目処がつくまで駐留を継続し、一段落した閏9月中旬に隆景と広家は揃って帰国の途についた。隆景が帰国したため小早川軍の指揮は小早川秀包が引き継ぎ、一方の毛利軍は秀元を総大将とし、元清、天野元政、毛利元康らが支える体制となった。
同年10月20日付けで元清が厳島神社の棚守元行に宛てた書状には、翌年の春に元清が帰国する予定であることが記されている。
同年11月24日、岡田善同が帯同した9月23日付けの秀吉朱印状を元清が受け取り、増田長盛と石田三成に宛てて請書を発給しているが、この秀吉朱印状が書かれた後で帰国した吉川広家の職責を元清が引き継いで東莱城にて秀吉朱印状を受け取ったものと考えられている。
文禄3年（1594年）1月9日付けで吉川広家が祖式長好に宛てた書状によると、2月20日から始まる京都での普請のため、2月1日には人員を出発させる必要があることを元清と佐世元嘉につぶさに伝えている旨が記されている。
また、同年2月29日の元清書状には近日帰国する旨が記されているが、秀吉から帰国命令を受けた安国寺恵瓊が秀元を支える元清と福原広俊に宛てた後事を託す書状が同年4月23日に書かれており、同年5月24日付けの秀吉朱印状が吉川広家宛てのものと、元清と元康の2人に宛てたものがそれぞれ出されていることから、当初の予定通りに元清は帰国できていない。なお、この頃の毛利軍における広家、元清、元康の職務の分掌は定かではないが、この頃の毛利軍に宛てた秀吉朱印状の宛先が秀元に代わって再度渡海した広家になっていることから秀元の職掌を広家が引き継いだと見られ、広家が釜山、元清と元康が東莱城に在陣したと考えられている。
同年6月、朝鮮半島において諸城の警備体制を整えた秀元に対し、秀吉は豊臣秀長の娘で秀吉の養女となった大善院（おきく）との祝言を理由として帰国を命じたが、この吉報を元清は「家之満足不過候」と喜んでいる。同年7月22日付けで吉川広家、毛利元康、福原広俊、椙杜元縁、元清、小早川秀包が連署して加藤清正に書状を送り、近日中に秀元が婚礼の為に帰国するがその後も毛利一門が堅固に在番体制を維持するので安堵するように伝え、秀元は8月末に釜山を離れて帰国の途についた。
同年12月20日付けで毛利軍に対する秀吉朱印状が吉川広家宛てのものと、福原広俊と椙杜元縁宛てのものとなっており、この時点で東莱城の在番が元清と元康から福原広俊と椙杜元縁に代わったと見られる。また、翌文禄4年（1595年）1月26日付けの秀吉朱印状が吉川広家と天野元政に送られていることから、東莱城の在番が天野元政に代わったと見られ、東莱城の在番については元清、元政、元康の毛利一門と、福原広俊や椙杜元縁らの重臣が輪番のような形で務めていた可能性が指摘されている。
文禄4年（1595年）1月16日付けで輝元が児玉元兼に宛てた書状によると、本来3月に交代要員を朝鮮に派遣する予定だったが、翌年の朝鮮渡海が決定したため交代要員の派遣が6月か7月頃まで見送られることとなり、元清と福原広俊の交代要員として益田元祥を派遣することを伝えている。
同年5月に明の正式な使節が日本に派遣されるとの報が秀吉に届くと、朝鮮における在番体制の縮小・再編が進められて当面残置される釜山、東莱、機帳、金海竹島、安骨浦、加徳島などの諸城の在番が九州の諸大名に任されることとなり、毛利軍の在番の役も解かれることとなる。毛利軍を率いて最後まで朝鮮半島に残った天野元政や小早川秀包が9月上旬に帰国していることから、それと同時あるいはそれ以前に元清も帰国したと思われる。

### 晩年

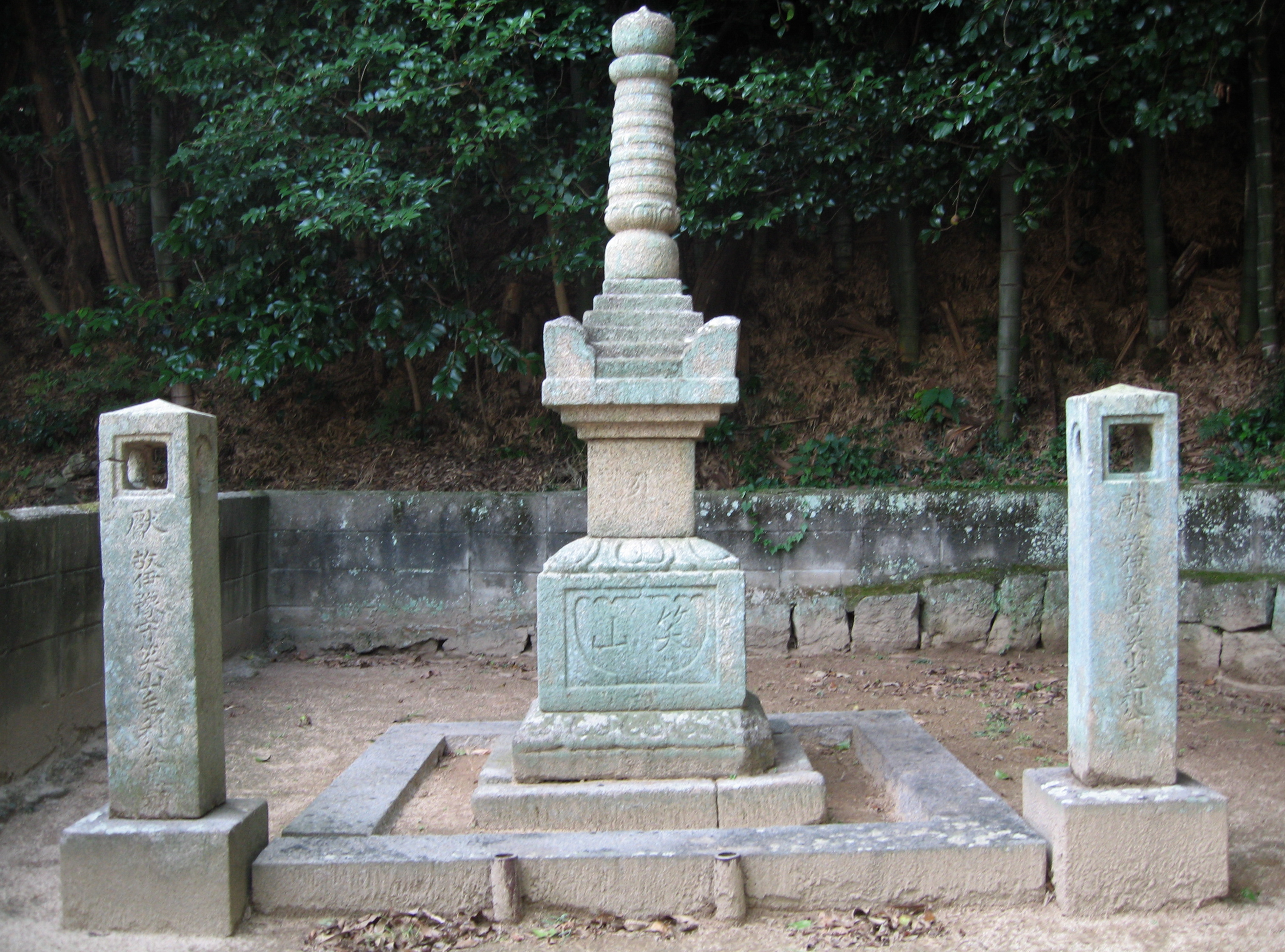
廿日市市の洞雲寺にある元清の墓と伝わる宝篋印塔。右手前90°西向きに妻の墓とされる宝篋印塔がある。ただし基礎は格狭間の手法を除き大きさ、比率とも同型だが、笠や相輪の形態は異なる。

文禄5年（1596年）閏7月13日子の刻に山城国伏見付近で慶長伏見大地震が発生した際に元清も輝元と共に在京しており、翌日の閏7月14日に棚守元行に宛てた書状では、厳島神社で地震の被害が発生しているかを尋ねると共に、地震はなおも続いているが伏見城や屋敷は破損していないので安心するようにと伝えている。実際には地震によって多くの被害が発生しているため、この時点ではまだ被害状況の情報が不足していたか、いたずらに不安を煽らないようにする元清の配慮と考えられている。
同年9月1日、大坂城における明使の引見に元清も立ち会った。
慶長2年（1597年）1月、豊臣秀吉が再度朝鮮半島へ出兵することを決定し、翌2月には記された陣立図には毛利秀元に3万の軍勢が配されている。しかし、この陣立図に元清や小早川隆景の名が記されていないことから、この時点で既に両名が体調を崩していた可能性が指摘されている。
具体的な年月日は不明だが、この頃に輝元の正室である南大方（清光院）が病床の元清を見舞う書状を送っており、秀元の朝鮮出兵についてを見舞いの言葉を述べると共に、元清の四女である久嶽貞昌と宍戸広匡との縁談についても述べている。
同年6月10日に秀元が朝鮮へ出陣するために広島を発ち、6月12日には備後国の三原城において小早川隆景が急死した。隆景の死を知った輝元は6月24日に慶長の役のために出陣する吉川広家に書状を送り、老齢だった隆景の死は遠くはないだろうと内心思っていたが、それでも突然の死に仰天した旨を伝え、広家を頼みとすることを伝えている。
また、この時の輝元の書状では元清の病状についても述べられており、「元清ももはや死が近く打つ手がない。これは元清の不養生が原因であるが、無病は自分自身の為という以上に毛利家の為でもある」と述べている。一方の広家も、「元清の病状については仰せの通り危篤と見えます。何かできることはないだろうかと思い、夜前に元清を訪ねて会ったところ、もはや手の施しようはないようで全くもって口惜しいことです。御養生の心遣いなどについて、弁舌巧みに申し上げることも今となってはございません」と記した書状案が残っている。これらのやり取りは、当時の毛利家において隆景と共に元清の存在もいかに大きなものであったかを示すものと評価されている。
隆景の急死から約1ヶ月後の7月9日に元清も桜尾城において47歳で病死した。
洞雲寺には元清夫妻の墓と伝わる宝篋印塔を始め、桂元澄夫妻や陶晴賢の墓と伝わる宝篋印塔、友田興藤の墓とされる宝篋印塔がある。
なお、江戸時代初期に、元清の子孫は長州藩の支藩である長府藩、清末藩の藩主として存続する。輝元の直系が絶えた後、元清の子孫は本家の養子として長州藩主となり（5代・吉元、その直系断絶後に7代・重就）、毛利氏の嫡流としてその系統は幕末まで断絶しなかった。

## 人物
- 生母の乃美大方の老後を常に心配し、自身の弟達のことも気遣う温厚な人物であった[34]。
- 側室から生まれた兄弟の中でも特に才覚に溢れた武将と言われた。
- 山陽方面の東部の最重要拠点である猿掛城を守備していた事もあって、異母兄の小早川隆景と関係が深く、多くの戦いにおいて隆景の軍勢に属して戦った。

## 逸話
- 元清はよほど小早川隆景を信頼していたためか、弟達の中でも特に仲が良かった天野元政に「困ったことがあったら、何事も景さまに相談するように」と話したという。
- 吉川元資（後の吉川元長）が元清に対して丁重な書状を送ったことについて祝着千万とする毛利元就の書状が残っている[120]。
- 元清の進退が落着した際に毛利氏の菩提寺であった大通院に対して一寺を寄進する旨を伝える書状が残っている[121]。
- 備後国沼隈郡山田郷を本拠とする渡辺氏は毛利元就の代にも小早川隆景を通じて愁訴を行い権益の維持拡大に努めていたが、山田郷が毛利元康の所領に組み込まれ本拠を失うことになると、渡辺氏は隆景に所領の安堵を要望[122]。渡辺氏の要望を受けた隆景は天正19年（1591年）12月17日に元清と元康に対して書状を送り、渡辺氏のこれまでの毛利氏への協力実績を長々と記した上で、「元就様は継室の子であるあなた方をご自慢されていましたが、今のまま山田郷を渡辺氏に返還しないのであれば、この先は良くない結果となるでしょう」と厳しく非難している[122][123]。この時の元清や元康に対する「末子のかたがた」という表現からは、正室の子である隆景と継室の子である元清や元康らとの格の違いを強調する意図が窺われ、隆景の自尊心の高さも窺われる[122]。
- 吉川氏家臣の二宮長実に関して吉川広家や天野元政とやり取りを行っていた書状が残っている[124]。
- 慶安4年（1651年）に成立した『毛利秀元記』によると、文禄3年（1594年）に文禄の役で朝鮮に在陣していた毛利秀元が帰国する際に元清が釜山への在番が命じられると共に、秀吉からの朱印状で元清に虎を送るように所望しており、名を受けた元清は虎を2頭生け捕りにして秀吉の下へ送っている。元清から虎を贈られた秀吉はその事を喜び、虎を京に上らせたことで市中において評判となり、後陽成天皇も物見に訪れたという。
- 死期を悟った元清は、同じく病床にあった隆景と共にどちらが先に死ぬかという会話を行い、その後少ししてから隆景が亡くなり、1ヶ月後に元清も亡くなったという逸話がある。しかし、小早川隆景の死を知った毛利輝元は吉川広家の書状において「隆景は老体であったため、このようなことも遠くはないだろうと内心思ってはいたが、突然のことで仰天した」等と述べており、隆景が病気であるという情報もない急死であったことが窺われる[115]。
- 慶長4年（1599年）閏3月29日に小田元家が堅田元慶に宛てた起請文の第2条において「元清様」について記されている[125]。
- 同母弟の小早川秀包と共に黒田孝高とは年来の親交があったことが、関ヶ原の戦い直後の慶長5年（1600年）10月4日付けで黒田孝高が吉川広家に宛てた書状に記されている[126]。
- 慶長10年（1605年）12月24日付けの毛利秀元の書状によると、慶長5年（1600年）の伊勢攻め（安濃津城の戦い）における家臣同士の争いで毛利秀元と益田元祥の仲は疎遠となり、毛利輝元の命により和解が図られることとなったが、益田元祥とは元々は元清以来の親交があったことが記されている[127][128][129]。
- 慶長10年（1605年）の五郎太石事件に際して輝元が記した熊谷元直の罪状書には、元清に関連して熊谷元直が行ったと輝元が主張する出来事も複数記されている[130]。例えば、慶長8年（1603年）に江戸で公儀普請を申し付けられた時に、輝元や秀元には無断で毛利秀元の妹（元清の娘）についてを細川忠興に約束し、その事を細川側が幕府に報告したため、釈明の為に福原広俊を江戸に派遣している[130]。また、元清の側室または継室として佐波恵連の娘が嫁いだ件について輝元は、元就以来の決まりに背いて熊谷元直夫妻が謀をめぐらし元清を欺いたものとしている[注釈 10][130]。さらに、元清が病に倒れている際に熊谷元直が自身の孫[注釈 11]を元清のもとに遣わして家督を継がせようと謀ったとも輝元は主張している[130]。なお、元清の次女・天遊以貞が熊谷元直の嫡男である熊谷直貞と婚姻した際には輝元の許可が出ている[131]。

## 肖像画
山口県下関市の来福寺には元清の肖像画である「紙本著色毛利元清像」が所蔵されており、元清没後の慶長11年（1606年）に描かれ、元清の菩提寺である笑山寺の実質的な開祖となった三庭龍達が賛を記している。肖像画の寸法は縦38.3cm、横20.3cm。

## 系譜
- 父：毛利元就（1497-1571）
- 母：乃美大方（?-1601） - 毛利元就の継室。
- 正室：松渓妙寿（?-1590） - 来島村上氏当主・村上通康の娘[1]。天正18年5月7日（1590年6月8日）に桜尾城で死去[1]。法名は「妙寿寺松渓妙寿」[1]。墓所は洞雲寺[1]。
  - 長男：毛利宮鶴丸（1573-1584） - 嫡男として生まれるが早世。
  - 長女：雪庭妙青（1578-1604） - 長府藩家老となる長府細川家の当主・細川元通の正室[1]。慶長9年6月1日（1604年6月27日）没[1]。法名は「天秀院雪庭妙青」[1]。
  - 次男：毛利秀元（1579-1650） - 長府藩初代藩主。
  - 三男：毛利宮吉丸（?-1589） - 次兄の秀元が毛利輝元の養嗣子となったため、元清の後継となるが早世。
  - 次女：天遊以貞（?-1662） - 熊谷直貞室[1][131]。 慶長元年（1596年）5月2日に夫に先立たれ、関ヶ原の戦い後に輝元から30石を与えられる[134]。寛文2年7月4日（1662年8月17日）没[1]。法名は「功福院天遊以貞」[1]。長府の笑山寺に葬られ、後に宗蓮寺に改葬される[1]。
  - 三女：生和順長（?-1649） - 初めに阿曽沼元郷に嫁ぎ、元郷死後に吉敷毛利家の毛利元鎮に嫁ぐ[1]。慶安2年6月20日（1649年7月29日）没[1]。法名は「地徳院生和順長」[1]。
  - 四女：久嶽貞昌（?-1621） - 宍戸広匡室[1]。元和7年8月12日（1621年9月27日）没[1]。法名は「久嶽貞昌」[1]。
- 側室：栄長院（1571-1664） - 佐波恵連の娘[2]。元清没後に黒田長政家臣である栗山利安に再嫁して[2]二人の娘を生んだが、黒田騒動以後は秀元を頼って長府に移り住んだ。

## 偏諱や官途名等を与えた人物
- 伊藤孫兵衛 - 文禄4年（1595年）12月2日、「清」の偏諱を授与[135]。
- 井上清光 - 文禄5年（1596年）1月8日加冠、「清」の偏諱を授与[136]。
- 桂清方 - 天正12年（1584年）1月1日加冠、「孫太郎」の通称と「清」の偏諱を授与[136]。天正20年（1592年）8月24日、「彦右衛門尉」の官途名を授与[137]。文禄5年（1596年）12月30日、「次右衛門」の官途名を授与[138]。
- 加藤彦左衛門尉 - 永禄12年（1569年）閏11月26日、加藤彦六に「彦左衛門尉」の官途名を授与[137]。
- 加藤彦二郎 - 天正17年（1589年）3月3日加冠、「清」の偏諱を授与[136]。
- 剣持市左衛門尉 - 文禄3年（1594年）12月28日、剣持孫次郎に「市左衛門尉」の官途名を授与[138]。
- 中丸六郎兵衛尉 - 文禄3年（1594年）12月13日、中村喜三に「六郎兵衛尉」の官途名と「清」の偏諱を授与[138]。
- 中村平吉 - 天正17年（1589年）3月5日、加冠[136]。
- 林喜左衛門尉 - 永禄12年（1569年）8月、林喜三に「喜左衛門尉」の官途名を授与[137]。